# Can Cambrerol
Can Cambrerol és una masia de Massanes (Selva) inclosa a l'Inventari del Patrimoni Arquitectònic de Catalunya.

## Descripció
Masia aïllada, situada al barri de Cambrerol al que dona nom, dins al municipi de Massanes.
L'edifici, de planta quadrada, consta de planta baixa i dos pisos, i té una teulada a doble vessant desaiguada a la façana principal i posterior.
A la façana, a la planta baixa, hi ha la porta d'entrada en arc de llinda, flanquejada per dues finestres també en arc de llinda. Totes aquestes obertures es troben protegides per reixers de ferro forjat. A cada un dels pisos, hi ha tres balcons amb barana de ferro forjat, als que s'ha accedeix per portes en arc de llinda. Les obertures es troben emmarcades per un cos enguixat sobresortit, pintat de color gris. Al costat dret, adossada, hi ha una torre, també de tres pisos i amb terrat, rematada per pinyons escalonats. Les façanes estan arrebossades i pintades de color cru. La cadena cantornera de carreus es visible.
Al costat de la casa, hi ha la masoveria, ara adequada com habitatge. En un carreu de la pallissa hi ha la data 1740. Un gran arc de maons destaca en la pallissa. Al costat hi ha l'era.
Tot el conjunt es roba protegit per un tancat.

## Història
La finca Cambrerol apareix ja esmentada el segle xv, però la casa actual dataria del segle xviii, amb modificacions del segel següent i amb la torre del segle xx.
El 1809, durant el setge d'Hostalric en el context de la Guerra del Francès, la casa fou ocupada per les tropes franceses.